# Peyrat-de-Bellac
Peyrat-de-Bellac è un comune francese di 1 167 abitanti situato nel dipartimento dell'Alta Vienne nella regione della Nuova Aquitania.

## Società

### Evoluzione demografica
Abitanti censiti